# Хропіння
Хропі́ння — специфічний процес, що супроводжує дихання людини або тварини уві сні, і виражений виразним низькочастотним, деренчливим звуком і вібрацією. Хропіння може бути передвісником і одним з основних симптомів серйозного захворювання — хвороби зупинок дихання уві сні або, кажучи медичною мовою, синдрому обструктивного апное сну — раптово обривається хропіння і виникає зупинка дихання, потім сплячий голосно хропить і знову починає дихати.
Відомо, що хропіння позбавляє повноцінного сну як хропунів, так і оточення, а також викликає сонливість в денний час, дратівливість, брак уваги та зниження лібідо. Припускають, що хропіння може створювати значні психологічні та соціальні проблеми для тих, хто потерпає від нього. Численні дослідження показують позитивну кореляцію між гучним хропінням і ризиком серцевого нападу (приблизно +34 %) та інсульту (приблизно +67 %).[джерело?]
Хоча хропіння часто вважається незначною недугою, хропуни інколи потерпають через значне погіршення способу життя. Міжгрупове клінічне випробування проведене Армстронгом та ін. виявило статистично значуще поліпшення подружніх відносин після того, як хропіння було усунуте хірургічним шляхом. Це було підтверджено доказами Гала та співавт., Картрайтом, Найтом і Фітцпатриком та ін.[джерело?]
Нові дослідження асоціюють гучне хропіння з розвитком атеросклерозу сонних артерій[джерело?]. Аматоурі та ін. показали, що коливання під час хропіння передаються на сонну артерію, визначаючи можливий механізм асоційованого з хропінням пошкодження сонної артерії та розвитку атеросклеротичної бляшки. Вищевказані дослідники також знайшли посилення енергії під час хропіння в просвітах сонних артерій при певних частотах, як додаток до цього сценарію. Вібрація сонної артерії разом з хропінням також виступає як потенційний механізм розриву атеросклеротичної бляшки та, як наслідок, розвитку ішемічного інсульту. Дослідники також припускають, що гучне хропіння може спричинити турбулентність потоку крові сонної артерії. В цілому, підвищена турбулентність подразнює клітини крові й раніше розцінювалась як причина атеросклерозу.